# My Guitar Wants to Kill Your Mama (album)
My Guitar Wants To Kill Your Mama je druhé studiové album amerického hard rockového kytaristy Dweezila Zappy, vydané v roce 1988 u Chrysalis Records. Název alba vznikl z písně jeho otce Franka Zappy My Guitar Wants to Kill Your Mama z alba Weasels Ripped My Flesh z roku 1970.

## Seznam skladeb
| Pořadí | Název                             | Délka |
| ------ | --------------------------------- | ----- |
| 1.     | Her Eyes Don't Follow Me          | 3:51  |
| 2.     | The Coolest Guy in the World      | 4:32  |
| 3.     | My Guitar Wants to Kill Your Mama | 4:12  |
| 4.     | Comfort of Strangers              | 4:11  |
| 5.     | Bang Your Groove Thang            | 3:35  |
| 6.     | Your Money or Your Life           | 4:14  |
| 7.     | Shameless                         | 3:11  |
| 8.     | Before I Get Old                  | 3:57  |
| 9.     | When You're Near Me               | 3:09  |
| 10.    | Nasty Bizness                     | 3:04  |
| 11.    | You Don't Know When to Love Me    | 3:24  |

## Sestava
- Dweezil Zappa - kytara, klávesy, zpěv
- Ahmet Zappa - zpěv
- Bobby Blotzer - bicí
- Terry Bozzio - bicí
- Fiona - zpěv
- Beau Hill - doprovodný zpěv
- Steve Smith - bicí
- Scott Thunes - baskytara
- Nate Winger - doprovodný zpěv
- Paul Winger - doprovodný zpěv